# Fabio Casartelli
Pour les articles homonymes, voir Casartelli.
Fabio Casartelli, né le 16 août 1970 à Côme et mort le 18 juillet 1995, est un coureur cycliste italien. Il meurt d'une chute de vélo lors de la 15e étape du Tour de France, dans la descente du col de Portet-d'Aspet en Haute-Garonne.

## Biographie
Né en 1970 à Côme, en Lombardie, Fabio Casartelli grandit à quelques kilomètres de là, dans la commune d'Albese con Cassano, en compagnie de ses parents, Sergio et Rosa,. Il est marié en 1993 à Annalisa, avec qui il a un fils, Marco, né trois mois avant sa mort.

### Succès amateurs et titre olympique
En 1992, Fabio Casartelli est sélectionné pour participer avec l'équipe italienne aux Jeux olympiques de Barcelone, alors réservés aux coureurs amateurs. Il remporte la médaille d'or de la course en ligne en devançant au sprint ses compagnons d'échappée, le Néerlandais Erik Dekker et le Letton Dainis Ozols. Ce titre olympique lui permet de passer professionnel l'année suivante.

### Carrière professionnelle
En 1993, Fabio Casartelli signe son premier contrat professionnel avec l'équipe italienne Ariostea, dirigée par Giancarlo Ferretti et qui compte notamment dans ses rangs Giorgio Furlan, vainqueur l'année précédente de la Flèche wallonne et du Tour de Suisse. Casartelli obtient très rapidement sa première victoire : il s'impose le 17 avril dans la 9e étape de la Semaine cycliste bergamasque. Deux mois plus tard, il se distingue en se classant à trois reprises sur le podium d'une étape au Tour de Suisse, dont le classement général revient à son coéquipier Marco Saligari.
L'année suivante, Fabio Casartelli rejoint une autre équipe italienne, la formation ZG Mobili, dirigée par Domenico Cavallo, avec laquelle il participe à son premier Tour de France, où il abandonne dans la 7e étape entre Rennes et le Futuroscope. Il rejoint pour la saison 1995 l'équipe Motorola.

### Mort accidentelle

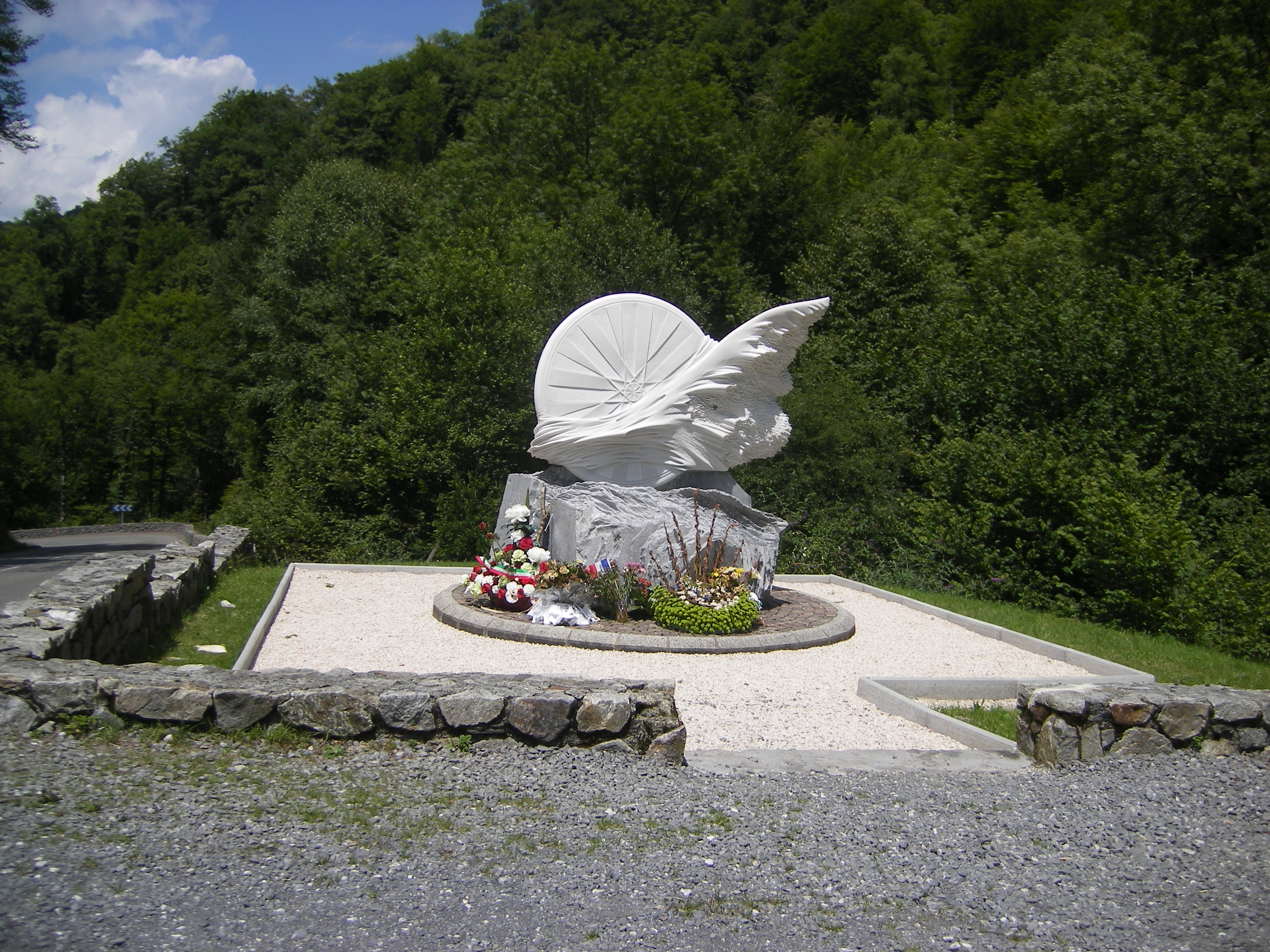
Monument en hommage à Casartelli

Le 18 juillet 1995, lors de la 15e étape du Tour de France disputée entre Saint-Girons et Cauterets, il chute lourdement au kilomètre 34, dans la descente du col de Portet-d'Aspet. Alors qu'il ne portait pas de casque en raison de la chaleur, sa tête heurte un plot en béton qui borde la route. Héliporté par la gendarmerie vers le centre hospitalier de Tarbes, il souffre de graves traumatismes faciaux et est victime de trois arrêts cardiaques durant son transfert. Il meurt à la suite de ses blessures. Son ancien coéquipier et compagnon de chambre chez Ariostea, Massimiliano Lelli, témoigne : « On avait affronté la montée du col à faible allure, Virenque était devant, parti chasser les points du Grand Prix de la montagne, dans la descente le rythme du peloton s'était accéléré, on dévalait en file indienne, j'étais quinze places derrière Fabio, quand je l’ai vu sur le sol, recroquevillé. Une vision effroyable. On a roulé, roulé sans rien savoir et puis, 20 km plus loin, Radio Tour nous a appris qu’il était mort... On s'est tous mis à pleurer, dans le peloton. Fabio, c'était un enfant comme nous ». Fabio Casartelli est le quatrième coureur à perdre la vie durant le Tour de France après Adolphe Hélière en 1910, Francisco Cepeda en 1935 et Tom Simpson en 1967, c’est le troisième après un fait de course, Hélière étant mort d’une congestion durant le jour de repos à Nice,. Selon le docteur Gérard Porte, le port du casque n'aurait probablement pas évité la mort de Casartelli. 
Le lendemain, le peloton observe une minute de silence avant de prendre le départ d'une étape qui sera neutralisée par les coureurs. Tous les coéquipiers de Fabio Casartelli franchissent ensemble la ligne d'arrivée quelques mètres devant le peloton, à Pau. De même, Lance Armstrong, vainqueur quelques jours plus tard à Limoges, lève le doigt au ciel en hommage à son équipier.
En octobre 1995, une stèle en marbre blanc est érigée à l'endroit du drame. Il est de coutume que les coureurs du Tour de France respectent, en signe de recueillement et en mémoire de Fabio Casartelli, une minute de silence à cet endroit si la route du Tour emprunte le col de Portet-d'Aspet.
On peut observer sa bicyclette dans l'état après sa chute dans la chapelle Madonna del Ghisallo.

## Palmarès

### Résultats année par année
- 1990
  - Trofeo Sironi
  - 6e étape du Tour du Costa Rica
- 1991
  - Monte Carlo-Alassio
  - Gemeli Meda
  - Coppa Casale
  - Gran Premio Capodarco
  - Trofeo Cesab
- 1992
  -  Champion olympique sur route
  - Monte Carlo-Alassio
  - GP Diano Marina
  - Coppa Cicogna
  - Trophia de Mare
  - Trofeo Zssdi
  - 2e du Gran Premio Capodarco
- 1993
  - 9e étape de la Semaine cycliste bergamasque

### Résultats sur les grands tours

#### Tour de France
- 1994 : abandon (7e étape)
- 1995 : chute mortelle dans la 15e étape (descente du col de Portet-d'Aspet)

#### Tour d'Italie
- 1993 : 107e
- 1994 : abandon

## Hommages
Une course cyclosportive, « La Casartelli », est organisée chaque année au mois de septembre par l'association saint-gironnaise La Roue Libre, en collaboration avec la Fondazione Fabio Casartelli, pour perpétuer le souvenir du coureur italien. Les communes de Saint-Girons et d'Albese con Cassano sont par ailleurs jumelées,.